# 中島吉謙
中島 吉謙（なかじま よしかね、1978年2月17日 - ）は、日本のプロボクサー。新潟県新潟市出身。第28代日本スーパーバンタム級王者。角海老宝石ボクシングジム所属。

## 来歴
1996年5月15日、ボクシングでプロデビューを果たす。デビュー後は4戦して1勝3敗で黒星が先行し、その後勝ち負けを繰り返したが、2000年8月2日、当時日本バンタム級1位の石川浩久に3-0（100-93、99-92、99-94）の判定勝ちを収めた。
ここから連勝を重ね2003年6月7日には当時7度目の防衛戦だった安定王者渡辺純一から圧倒的不利の予想を覆し3-0の判定勝利で日本スーパーバンタム級王座を獲得すると「勝てたのはまぐれです」と控え目に語る。
2003年11月15日、WBC世界スーパーバンタム級8位として格上である同5位の金井彰宏と対戦し、中盤までは金井のほぼ一方的なリードで試合が展開したが、8回から持久力の差が現れ、9回に右ストレートでダウンを奪うと最終回2分15秒、左ジャブで劇的な逆転KO勝利を収め初防衛に成功した。
2004年3月6日、さいたまスーパーアリーナにおけるトリプル世界戦のアンダーカードで、日本1位瀬川設男と対戦した。世界戦では日本人選手が全滅、同じくアンダーで行われた佐竹政一の世界前哨戦も黒星に終わったが、中島は瀬川に対し、左フックのボディでダメージを蓄積させ、3-0（97-95、98-94、99-94）の判定勝利を収め2度目の防衛に成功した。
2004年6月19日、日本6位玉越強平と対戦し、開始から攻勢をとる玉越が4回に偶然のバッティングで左目上をカットして出血、4回2分17秒、2度目のドクターチェックで試合ストップとなり、負傷引分で3度目の防衛に成功した。
2004年10月30日、両国国技館における世界戦のアンダーカードで、WBC4位として同5位西岡利晃と日本人世界ランカー同士によるサバイマルマッチを世界挑戦者決定戦として行ったが、7回にダウンを奪われるなどして0-3（93-97、94-97、93-96）の判定負けを喫した。打ち合いに苦戦を強いられた試合後の西岡は中島の心身のスタミナについて「ダウン20回分ぐらい打ったのに倒れない」と語り、会場で応援した観客の拍手は西岡以上に中島に送られた。
2005年4月16日、日本武道館におけるダブル世界戦のアンダーカードでWBC4位としてWBA4位木村章司を迎えての4度目の防衛戦では一進一退の攻防となったが、4回に右ストレートでダウンを奪われたことが響き、1-2（97-95、2者が95-96）の判定で王座を失うと共に引退した。
2008年12月8日に監禁・恐喝容疑で逮捕されるも、12月26日に不起訴になり釈放された。
「ザ・おやじファイト」のレフェリー・ジャッジを務めて現在はSRSボクシングジムで坂本博之が会長のもとマネージャーをしている。

## 獲得タイトル
- 第28代日本スーパーバンタム級王座（防衛3）